# NGC 7211
NGC 7211 (другие обозначения — PGC 68033, NPM1G -08.0602) — линзообразная галактика (S0) в созвездии Водолей.
Этот объект входит в число перечисленных в оригинальной редакции «Нового общего каталога».